# Max Cabanes
Max Cabanes (Béziers, 22 settembre 1947) è un fumettista francese creatore nel 1976 della serie Dans les villages ha anche collaborato con diverse riviste di fumetti come Fluide Glacial, Pilote e L'Écho des savanes.
Nel 1990 vince il Grand Prix de la ville d'Angoulême.

## Impegno politico
Nel 2012, ha sostenuto il Fronte di Sinistra.

## Opere
Ha illustrato il graphic novel "la Principessa di sangue" tratto dal romanzo omonimo di Jean-Patrick Manchette con testi di Dough Headline (pseudonimo di Tristan Jean Manchette figlio di Jean-Patrick).
- La principessa di sangue, traduzione di Massimo Cotugno, Edizioni BD, 2012, ISBN 978-88-6123-898-5.